# Sveriges landslag i drakbåt
Sveriges landslag i drakbåt representerar Sverige i landslagstävlingar i drakbåt.
Landslaget tas ut av Svenska Kanotförbundet.

## Seniorlandslaget

### ICF-VM
I tabellen visas de medaljer som Sverige tagit i VM som arrangeras av International Canoe Federation (ICF).
| År     | Värdort     | Guld                | Silver              | Brons               | Totalt              |
| ------ | ----------- | ------------------- | ------------------- | ------------------- | ------------------- |
| 2006   | Kaohsiung   | Sverige deltog inte | Sverige deltog inte | Sverige deltog inte | Sverige deltog inte |
| 2008   | Poznań      | Sverige deltog inte | Sverige deltog inte | Sverige deltog inte | Sverige deltog inte |
| 2010   | Szeged      | Sverige deltog inte | Sverige deltog inte | Sverige deltog inte | Sverige deltog inte |
| 2012   | Milano      | 0                   | 1                   | 2                   | 3                   |
| 2014   | Poznań      | 0                   | 2                   | 1                   | 3                   |
| 2016   | Moskva      | 0                   | 0                   | 0                   | 0                   |
| 2018   | Gainesville | Sverige deltog inte | Sverige deltog inte | Sverige deltog inte | Sverige deltog inte |
| 2022   | Račice      | ?                   | ?                   | ?                   | ?                   |
| Totalt | Totalt      | 0                   | 3                   | 3                   | 6                   |

#### Milano 2012
Sverige tävlade i alla klasser på seniornivå vid VM 2012 i Milano. Kaptener var Thomas Lundblad och Johannes Nilsson.
På 2 000 meter utmärkte sig de svenska damerna i 10-manna genom att knipa ett historiskt brons – den första VM-medaljen för det svenska landslaget under 2000-talet. I loppet därpå, herrarnas lopp i 10-manna 2 000 meter, blev det ytterligare en historisk medalj i silvervalör. Medaljerna var de första VM-medaljerna någonsin som det svenska landslaget hade tagit i dam- respektive herrklassen. Marginalerna i herrarnas lopp var små, både uppåt och nedåt i resultatlistan. På 200 meter tog damerna ett andra brons bakom Ryssland och Ungern. I mixed-klassen blev det inga medaljer, men en hedrande fjärdeplats i 20-manna på 2 000 meter.

#### Poznań 2014
Efter medaljerna vid VM 2012 i Milano, följda av framgångarna för det svenska U24-landslaget vid VM 2013 i Szeged, var det ett landslag med höga målsättningar som åkte till VM 2014 i Poznań. Kaptener var Christoffer Carlsson och Katarina Forsberg. Seniorlandslaget var mer slimmat och ställde inte upp i 20-manna herr eller 20-manna dam som i Milano. Fanbärare för den svenska truppen på invigningen var Cecilia Velin.
Redan i den allra första klassen som avgjordes, den prestigefyllda 20-manna mixed 500 meter, slog Sverige till med ett kanonlopp som resulterade i en bronsmedalj bakom segrande Ryssland och silvermedaljören Polen, som gick förbi den svenska båten de sista 50–100 meterna. Senare tog Sverige åtskilliga fjärdeplatser, snöpligt nära medalj (på 2 000 meter i 20-manna var det enbart fyra hundradelar från brons), i både 10-manna och 20-manna mixed. Damerna imponerade och tog silver den andra tävlingsdagen på 500 meter, endast slagna av Ryssland och med över en sekund ned till bronsmedaljören Tyskland. På 2 000 meter, den sista tävlingsdagen, blev damerna efter fina insatser snuvade på guldet med enbart en hundradel av Tyskland som vann på 10:51,81. I herrklassen räckte det inte hela vägen till medalj, men en hedrande sjätteplats på 500 meter och en sjundeplats på 2 000 meter bådade ändå gott för framtiden.
Sammanfattningsvis blev VM i Poznań, trots många snöpliga fjärdeplatser, Sveriges mest framgångsrika VM dittills.

#### Moskva 2016
Det svenska seniorlandslaget deltog vid VM 2016 i Moskva. Kaptener var Katarina Forsberg och Christoffer Carlsson.
I 10-manna dam placerade sig Sverige på femte, femte respektive sjätte plats på 200 meter, 500 meter och 2 000 meter. I 10-manna herr var den bästa placeringen en niondeplats. I 20-manna mixed var den bästa placeringen en åttondeplats på 200 meter. I 10-manna mixed var den bästa placeringen en niondeplats på 2 000 meter.

### IDBF-VM
I tabellen visas de medaljer som Sverige tagit i VM som arrangeras av International Dragon Boat Federation (IDBF).
| År     | Värdort      | Guld                | Silver              | Brons               | Totalt              |
| ------ | ------------ | ------------------- | ------------------- | ------------------- | ------------------- |
| 1995   | Yueyang      | 0                   | 0                   | 1                   | 1                   |
| 1997   | Hongkong     | 0                   | 0                   | 1                   | 1                   |
| 1999   | Nottingham   | 0                   | 0                   | 0                   | 0                   |
| 2001   | Philadelphia | 0                   | 0                   | 0                   | 0                   |
| 2003   | Poznań       | 0                   | 0                   | 0                   | 0                   |
| 2004   | Shanghai     | Sverige deltog inte | Sverige deltog inte | Sverige deltog inte | Sverige deltog inte |
| 2005   | Berlin       | 0                   | 0                   | 0                   | 0                   |
| 2007   | Sydney       | Sverige deltog inte | Sverige deltog inte | Sverige deltog inte | Sverige deltog inte |
| 2009   | Račice       | 0                   | 0                   | 0                   | 0                   |
| 2011   | Tampa Bay    | Sverige deltog inte | Sverige deltog inte | Sverige deltog inte | Sverige deltog inte |
| 2013   | Szeged       | 0                   | 0                   | 0                   | 0                   |
| 2015   | Welland      | 0                   | 0                   | 0                   | 0                   |
| 2017   | Kunming      | 0                   | 0                   | 0                   | 0                   |
| 2019   | Pattaya      | ?                   | ?                   | ?                   | ?                   |
| 2023   | Pattaya      | ?                   | ?                   | ?                   | ?                   |
| Totalt | Totalt       | 0                   | 0                   | 2                   | 2                   |

#### Welland 2015
Det svenska premierlandslaget tävlade vid VM 2015 i Welland. Kaptener var Katarina Forsberg och Jacob Holst.
I 10-manna dam placerade sig Sverige på fina fjärdeplatser över både 200 meter och 500 meter, bakom asiatiska länder som tog medaljplatserna.

#### Kunming 2017
Det svenska premierlandslaget tävlade vid VM 2017 i Kunming. Sverige deltog med ett lag i 10-manna herr, lett av Christoffer Carlsson.
På den första tävlingsdagen stod Sverige för sin starkaste insats och slutade med en sjundeplats på 2 000 meter, som näst bästa europeiska lag efter Schweiz. På 200 meter och 500 meter slutade Sverige på en niondeplats, också som näst bästa europeiska lag bakom Ukraina.

### ECA-EM
I tabellen visas de medaljer som Sverige tagit i EM som arrangeras av European Canoe Association (ECA).
| År     | Värdort           | Guld                | Silver              | Brons               | Totalt              |
| ------ | ----------------- | ------------------- | ------------------- | ------------------- | ------------------- |
| 2015   | Auronzo di Cadore | 1                   | 1                   | 7                   | 9                   |
| 2017   | Szeged            | 0                   | 0                   | 0                   | 0                   |
| 2019   | Moskva            | Sverige deltog inte | Sverige deltog inte | Sverige deltog inte | Sverige deltog inte |
| Totalt | Totalt            | 1                   | 1                   | 7                   | 9                   |

#### Auronzo 2015
Det svenska seniorlandslaget vid EM 2015 i Auronzo di Cadore bestod av 14 herrar, tio damer, två styrmän och två trummisar. Kaptener var Christoffer Carlsson och Katarina Forsberg. Sverige ställde upp i 20-manna mixed, 10-manna herr, 10-manna dam och 10-manna mixed på alla distanser. Fanbärare för den svenska truppen på invigningen var Ludwig Maringelli.
Under den första tävlingsdagen avgjordes 500 meter för 10-manna dam, 10-manna herr och 10-manna mixed. Damernas final låg först i programmet, och i en jämn final lyckades damerna säkra Sveriges främsta placering på ett EM på 15 år, i silvervalör. Herrarna gick ut hårt och låg på medaljplats fram till de sista 30–50 meterna, då Rumänien gick förbi på ytterbanan och tog bronset. Efter att ha vunnit försöksheatet och gått direkt till final med totalt näst snabbaste tid, räckte det inte hela vägen i finalen för 10-manna mixed-laget som slutade på en snöplig fjärdeplats.
Under den andra tävlingsdagen avgjordes 500 meter och 200 meter i 20-manna mixed. Efter att ha tagit brons på 500 meter blev det ett spännande lopp på 200 meter där Sverige länge låg på bronsplats, men lyckades forcera genom startfältet och gå förbi Ukraina och Ungern de sista 20 meterna och ta Sveriges första EM-guld sedan EM 2000 i Malmö. Guldtiden blev 00:47,850 före Ukrainas silvertid 00:48,150. Kaptenerna Christoffer Carlsson och Katarina Forsberg satt längst fram i drakbåten och utbröt i segerjubel direkt efter mållinjen. Då detta var det första europamästerskapet arrangerat av ECA var den svenska segertiden 00:47,850 inofficiellt mästerskapsrekord.
Den tredje tävlingsdagen blev det tre svenska brons på 200 meter i 10-manna mixed, 10-manna herr och 10-manna dam. Mixed-bronset var Sveriges första medalj någonsin i 10-manna mixed alla kategorier.
På den avslutande tävlingsdagen, då alla lopp över 2 000 meter avgjordes, tog Sverige ytterligare tre bronsmedaljer i 20-manna mixed, 10-manna herr och 10-manna dam. I 10-manna mixed var Sverige endast nio hundradelar från bronset, vilket i stället gick till Tjeckien.
EM i Auronzo blev Sveriges mest framgångsrika mästerskap någonsin och totalt tog seniorlandslaget ett guld, ett silver och sju brons, vilket är historiskt många medaljer på ett och samma mästerskap för ett svenskt landslag.

#### Szeged 2017
Sverige deltog med ett landslag vid EM 2017 i Szeged. Förbundskapten för säsongen var Christoffer Carlsson och landslagstränare var Katarina Forsberg.
Sverige fick som bäst två fjärdeplatser, på 200 meter i 10-manna herr och på 2 000 meter i 20-manna mixed.

### EDBF-EM
I tabellen visas de medaljer som Sverige tagit i EM som arrangeras av European Dragon Boat Federation (EDBF).
| År     | Värdort          | Guld                | Silver              | Brons               | Totalt              |
| ------ | ---------------- | ------------------- | ------------------- | ------------------- | ------------------- |
| 1996   | Silkeborg        | 1                   | 3                   | 1                   | 5                   |
| 1998   | Rom              | Sverige deltog inte | Sverige deltog inte | Sverige deltog inte | Sverige deltog inte |
| 2000   | Malmö            | 1                   | 2                   | 1                   | 4                   |
| 2002   | Poznań           | 0                   | 0                   | 0                   | 0                   |
| 2004   | Stockton-on-Tees | Sverige deltog inte | Sverige deltog inte | Sverige deltog inte | Sverige deltog inte |
| 2006   | Prag             | 0                   | 0                   | 4                   | 4                   |
| 2008   | Sabaudia         | 0                   | 0                   | 1                   | 1                   |
| 2010   | Amsterdam        | Sverige deltog inte | Sverige deltog inte | Sverige deltog inte | Sverige deltog inte |
| 2012   | Nottingham       | Sverige deltog inte | Sverige deltog inte | Sverige deltog inte | Sverige deltog inte |
| 2014   | Račice           | Sverige deltog inte | Sverige deltog inte | Sverige deltog inte | Sverige deltog inte |
| 2016   | Rom              | 1                   | 2                   | 0                   | 3                   |
| 2018   | Brandenburg      | 1                   | 0                   | 3                   | 4                   |
| 2022   | Banyoles         | ?                   | ?                   | ?                   | ?                   |
| Totalt | Totalt           | 4                   | 7                   | 10                  | 21                  |

#### Rom 2016
Sverige deltog vid EM 2016 i Rom. Kaptener var Katarina Forsberg och Christoffer Carlsson.
De svenska damerna inledde med att ta två silver på 200 meter och 1 500 meter, med rekordmånga startande lag i sin klass. Marginalerna var små och loppen var jämna. Under den avslutande dagen provade damerna en delvis ny taktik som gav utdelning, med EM-guld på 500 meter i 10-manna. Detta var Sveriges första medaljer i premierklassen i 10-manna i EDBF-tävlingssammanhang.
I 10-manna herr placerade Sverige sig på fjärde plats på 200 meter och 1 500 meter med enbart hundradelar upp till medaljplats. På 500 meter blev det en femteplats. I 20-manna mixed blev den bästa placeringen en fjärdeplats på 200 meter med fem hundradelar upp till brons.

### World Games
I tabellen visas de medaljer som Sverige tagit i World Games.
| År     | Värdort   | Guld | Silver | Brons | Totalt |
| ------ | --------- | ---- | ------ | ----- | ------ |
| 2005   | Duisburg  | 0    | 0      | 1     | 1      |
| 2009   | Kaohsiung | 0    | 0      | 0     | 0      |
| Totalt | Totalt    | 0    | 0      | 1     | 1      |

### Fotogalleri

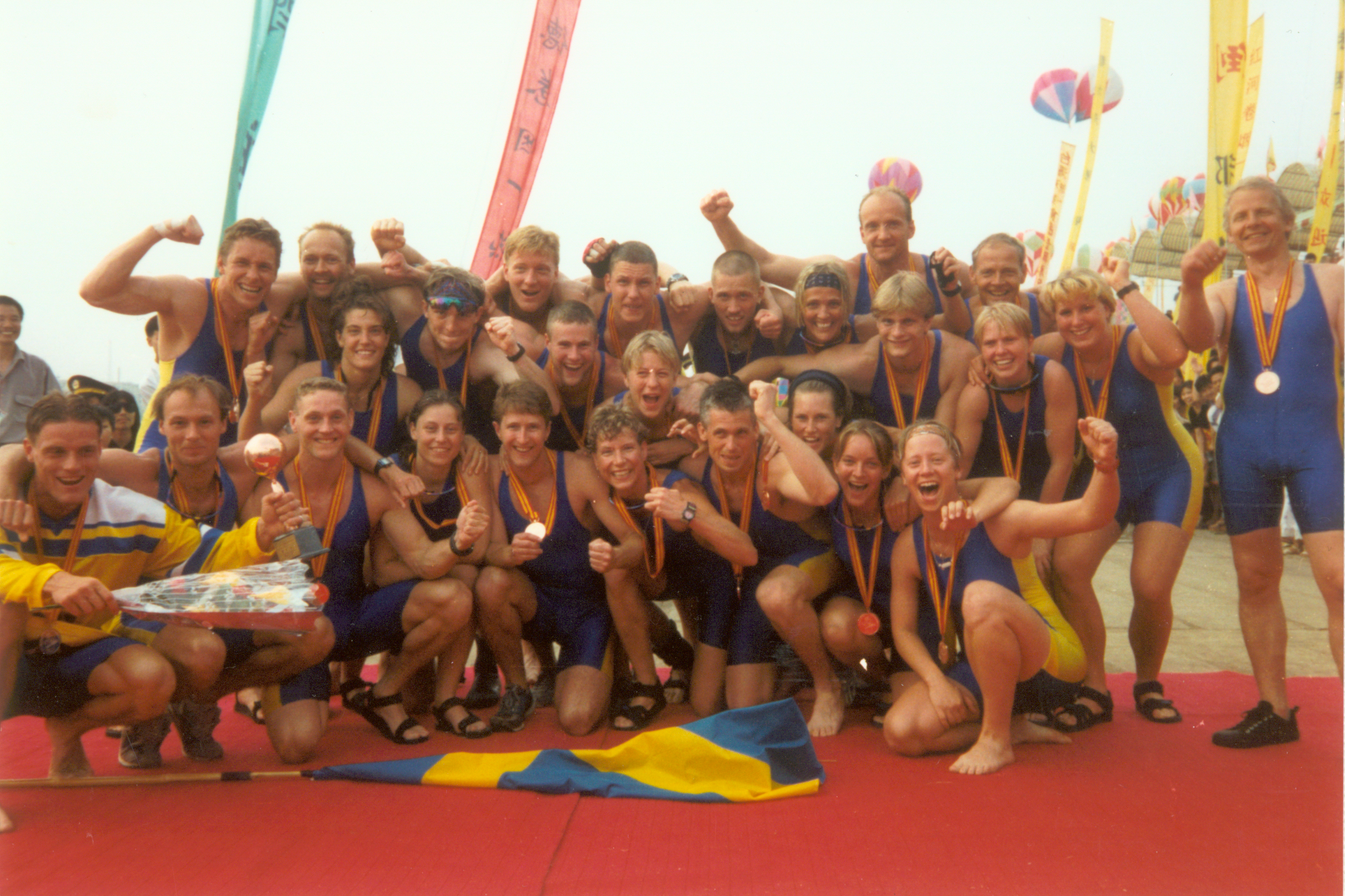
Lagfoto för bronslaget i 20-manna mixed 500 meter vid VM 1995 i Yueyang.
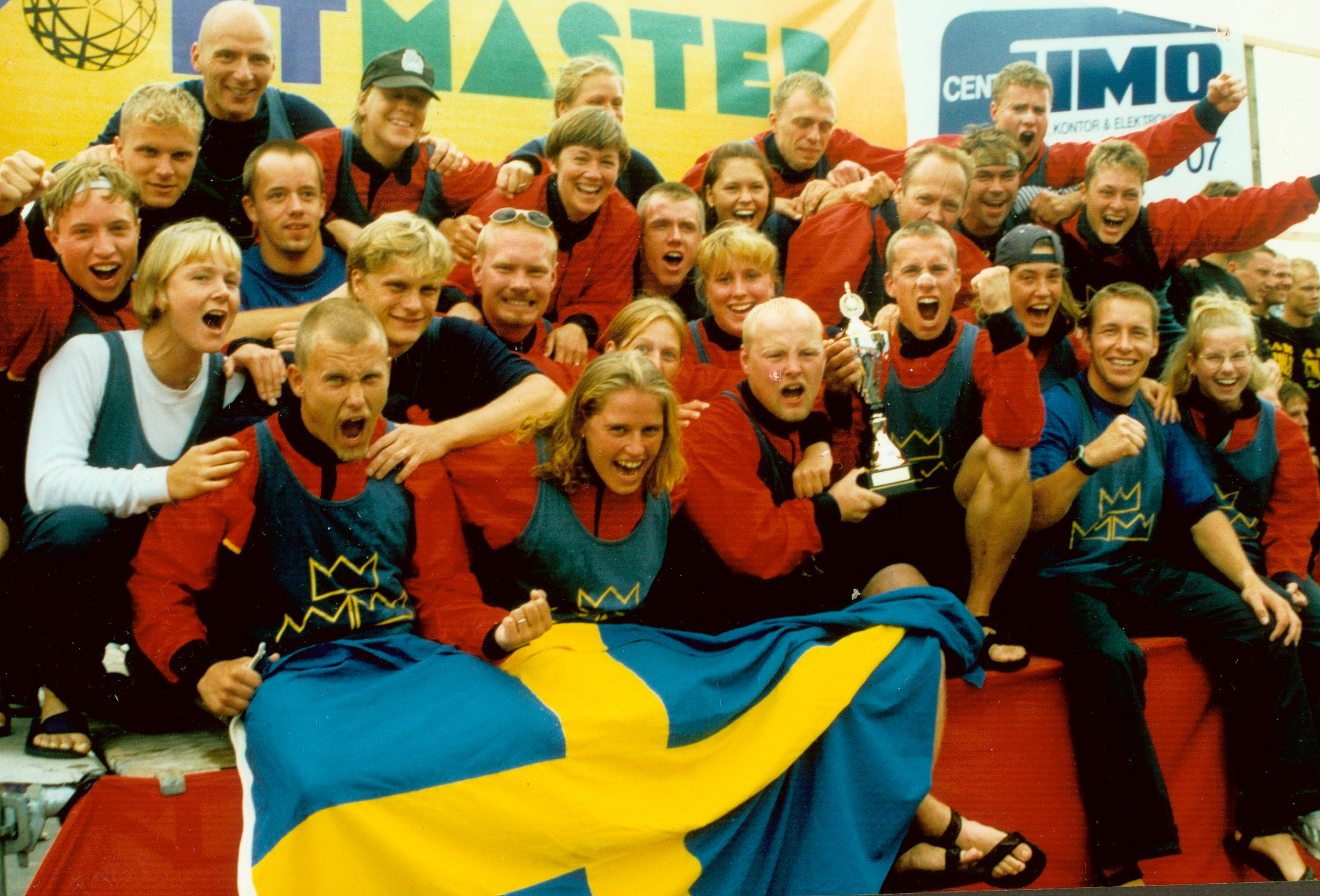
Sverige tog guld på 20-manna mixed 500 meter vid EM 1996 i Silkeborg.
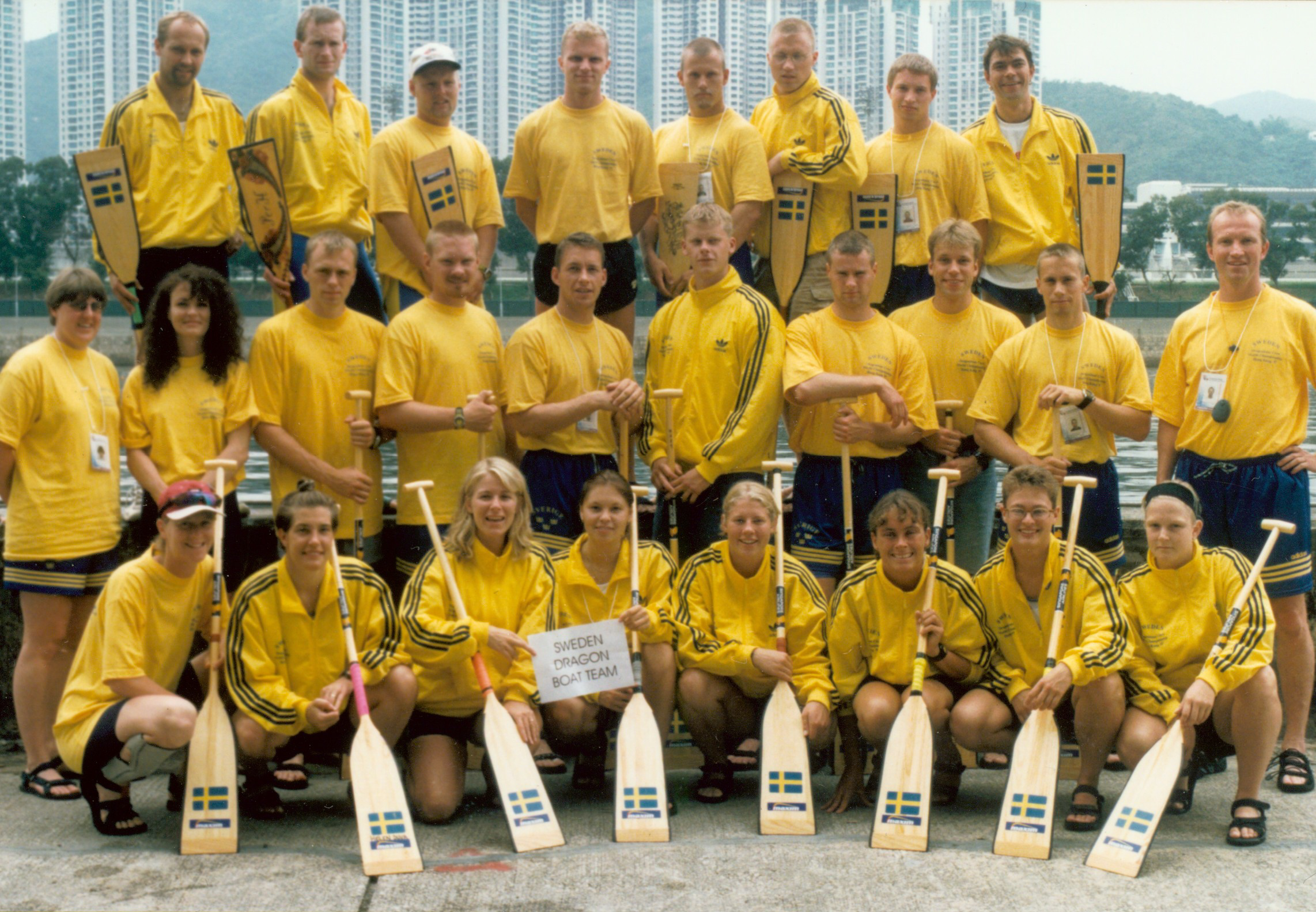
Lagfoto för bronslaget i 20-manna mixed 250 meter vid VM 1997 i Hongkong.
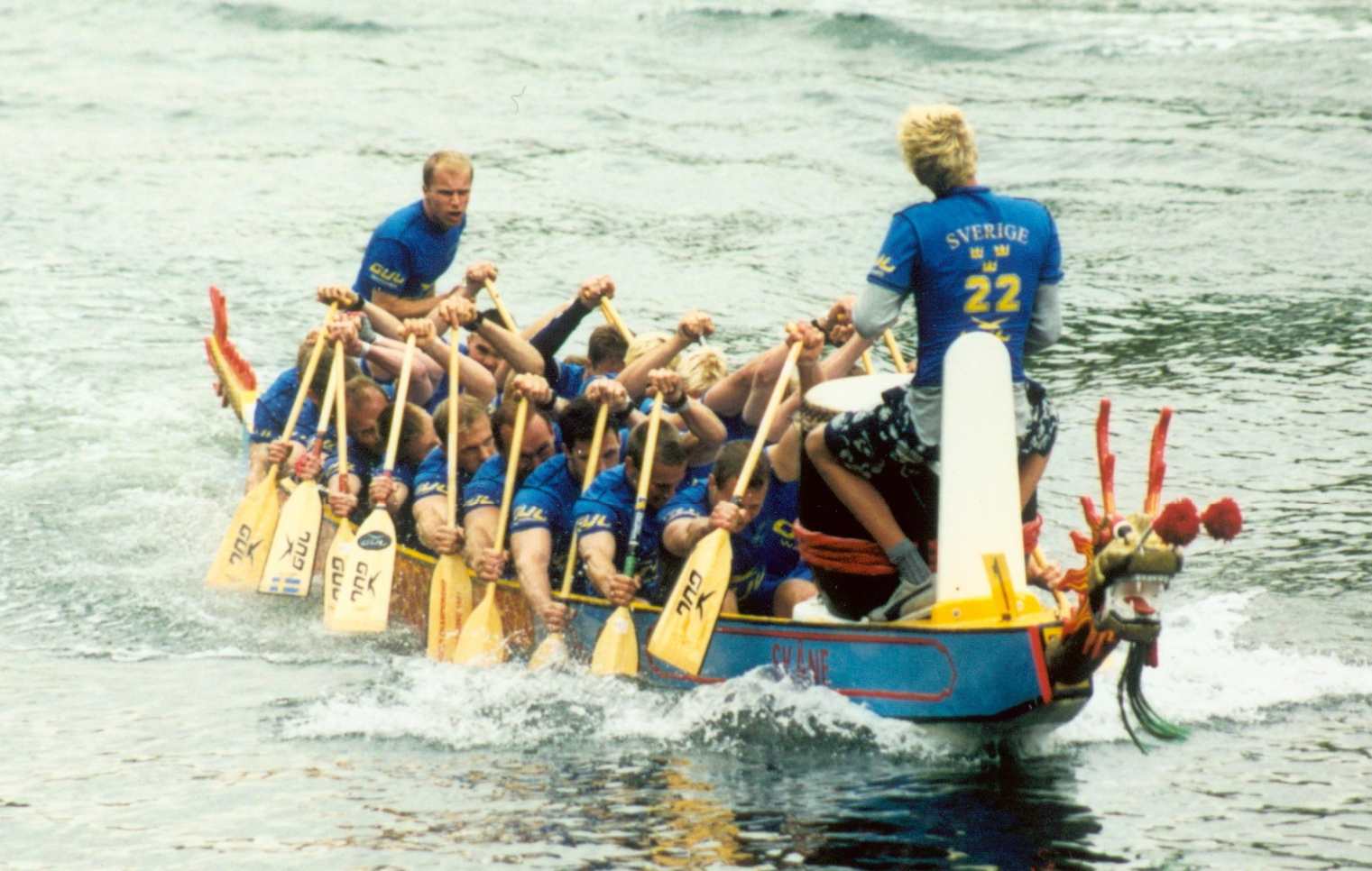
Det svenska herrlaget tog brons på 20-manna 5 000 meter på hemmaplan vid EM 2000 i Malmö.
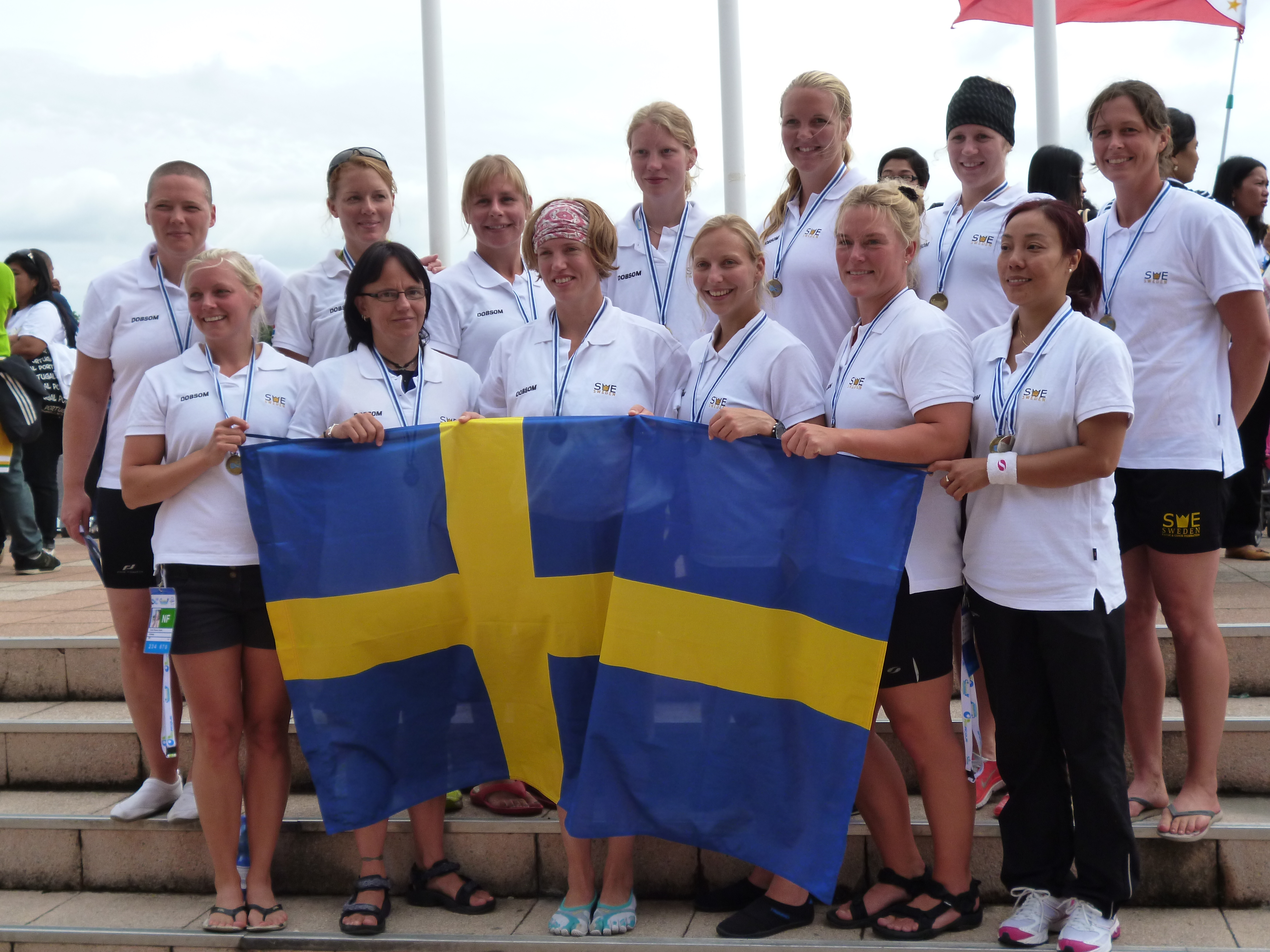
Lagfoto för bronslaget i 10-manna dam 2 000 meter vid VM 2012 i Milano.
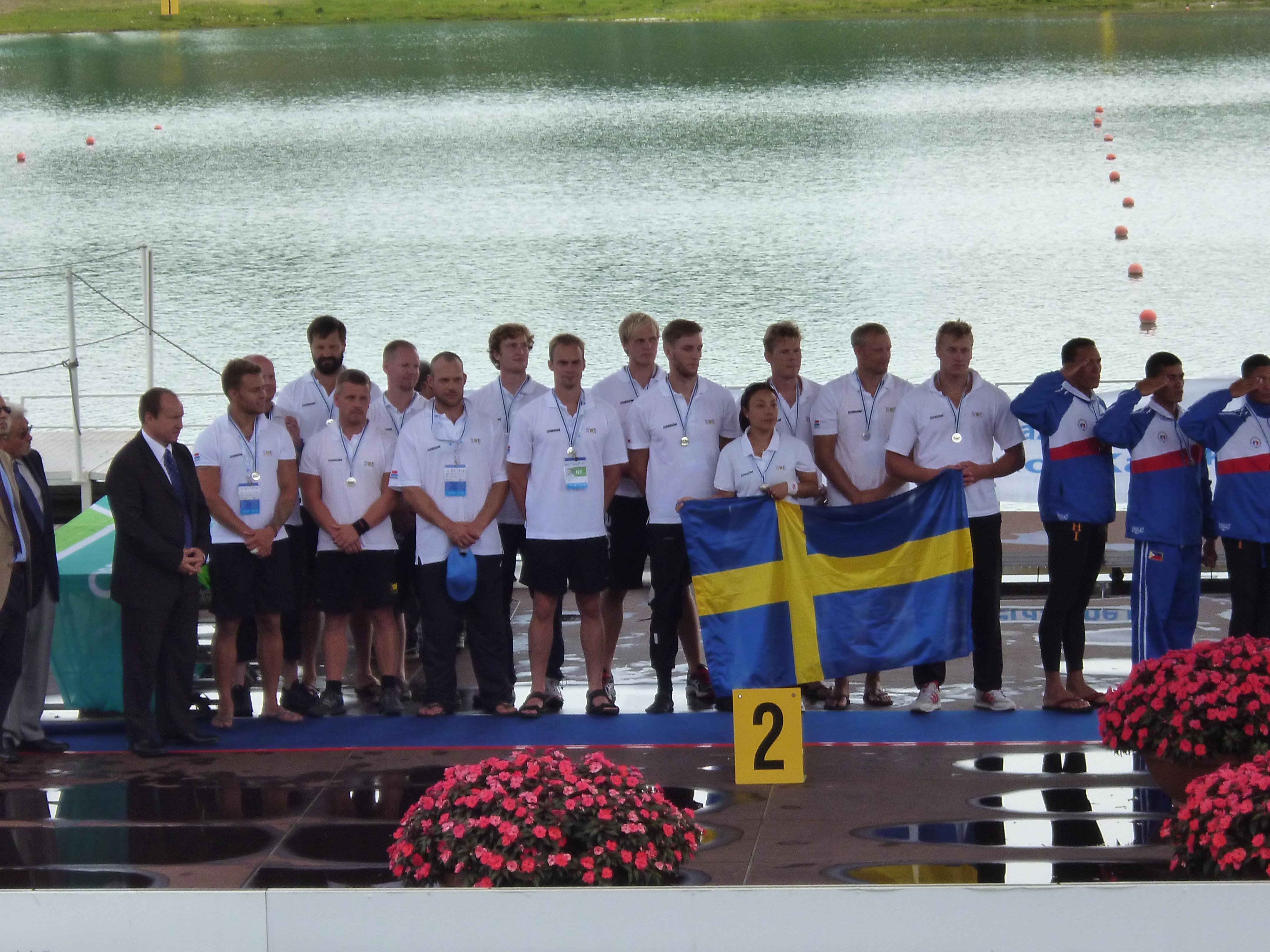
Lagfoto för silverlaget i 10-manna herr 2 000 meter vid VM 2012 i Milano.
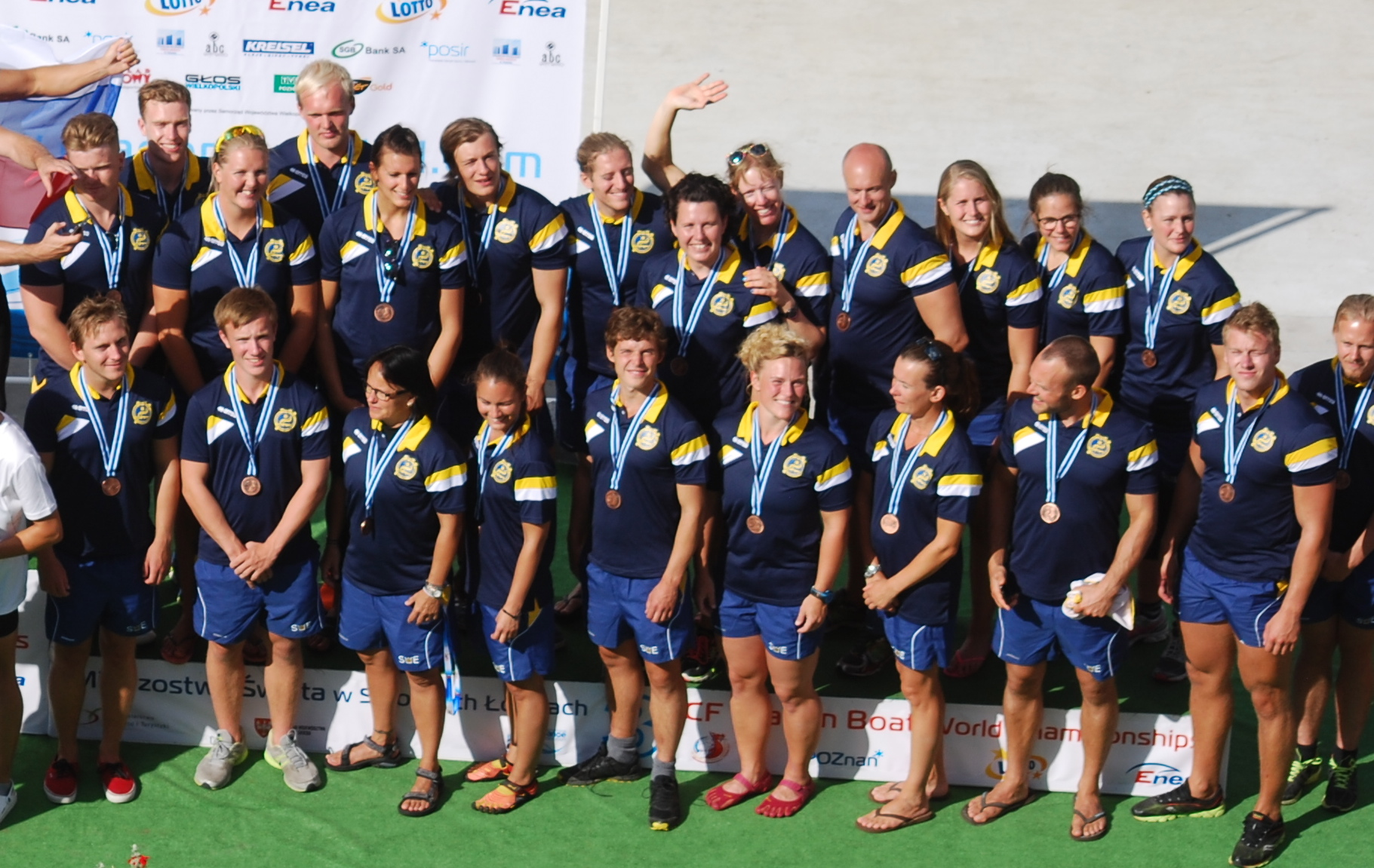
Vid VM 2014 i Poznań tog det svenska mixedlaget ett historiskt brons på 20-manna 500 meter.
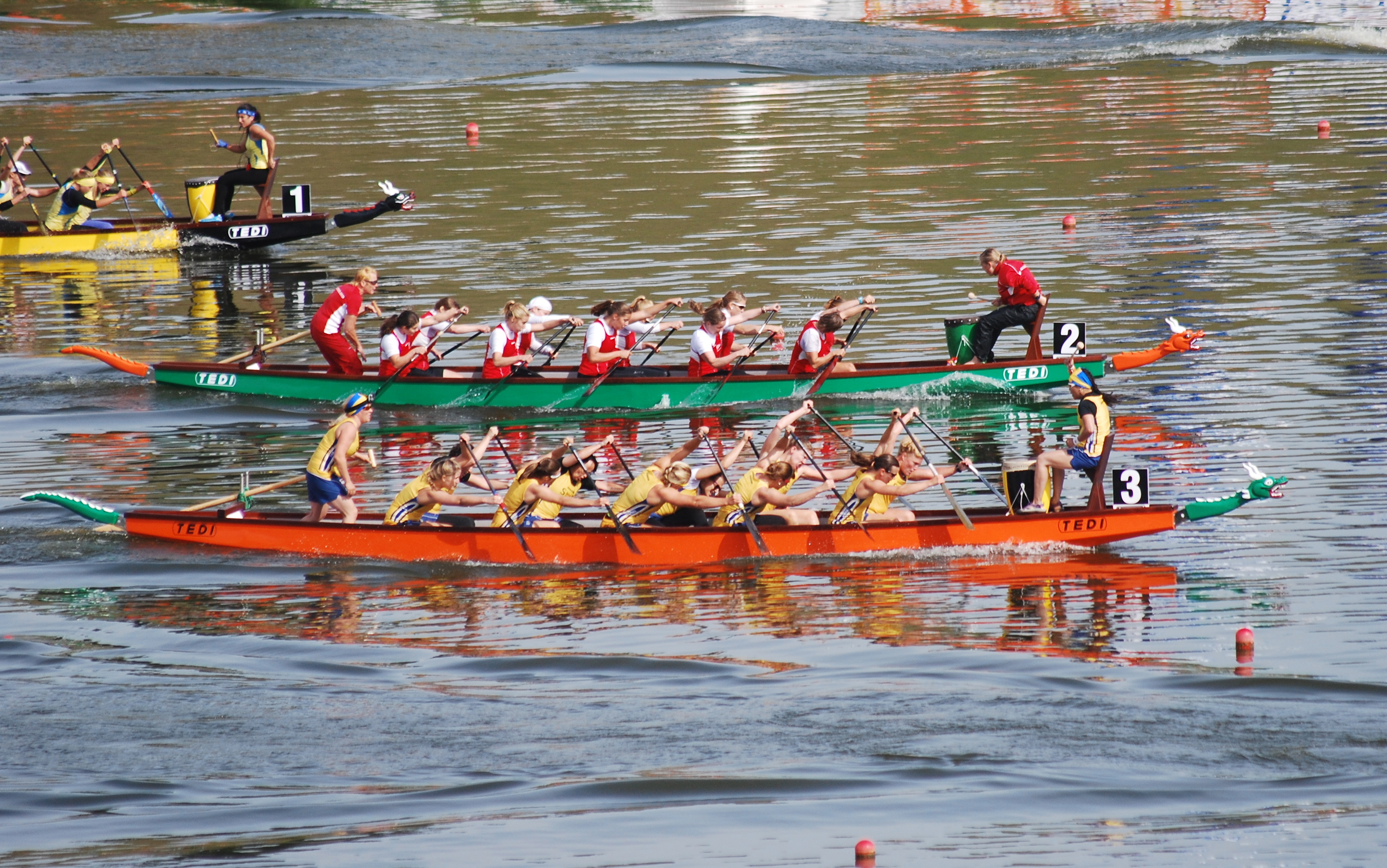
Damerna kör mot en silvermedalj vid VM 2014 i Poznań.
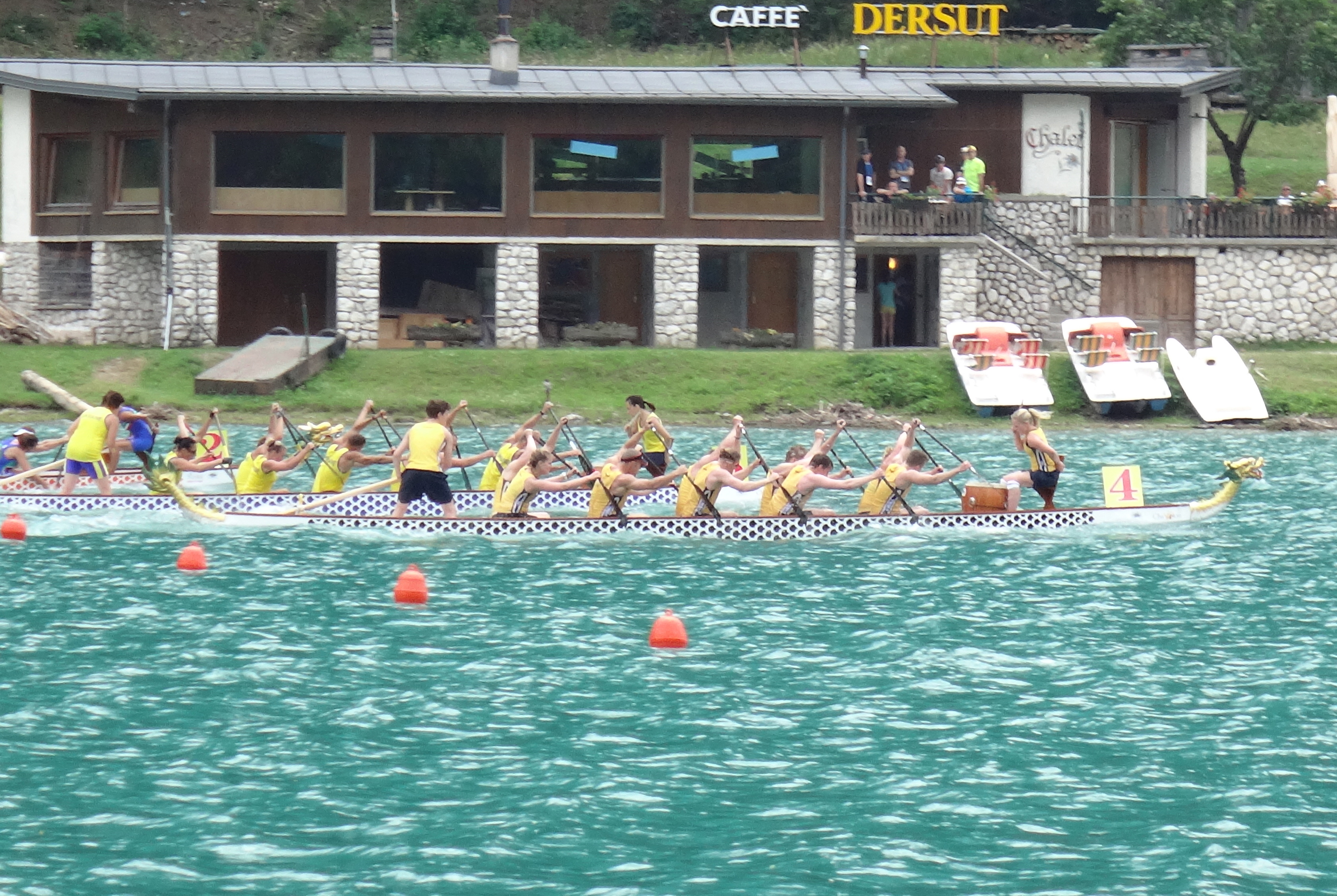
Sverige gick direkt till final vid EM 2015 i Auronzo di Cadore efter att ha vunnit sitt försöksheat på 500 meter i 10-manna mixed.
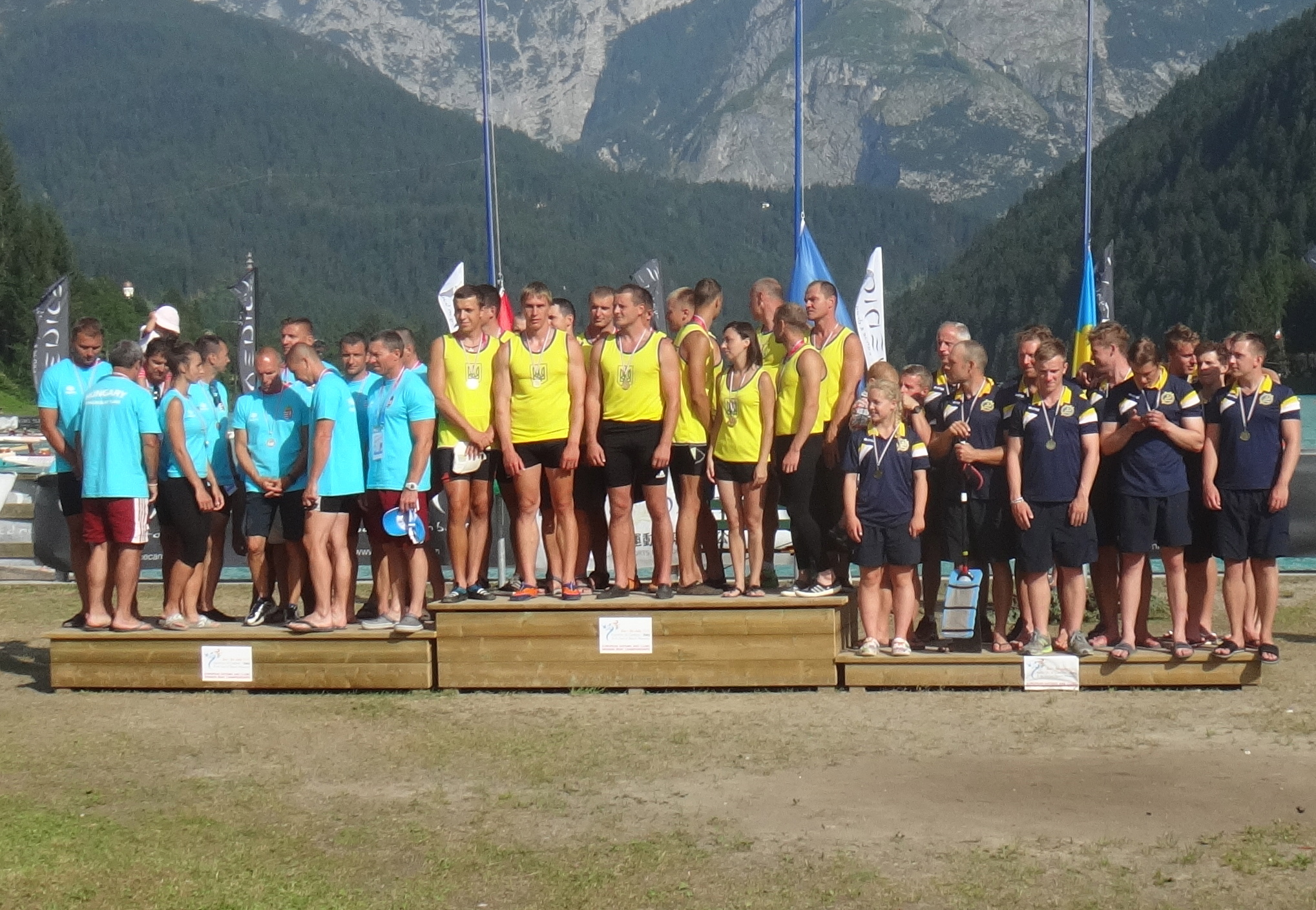
Prisutdelning i 10-manna herr 200 meter vid EM 2015 i Auronzo di Cadore. Ukraina tog guld, Ungern silver och Sverige brons.
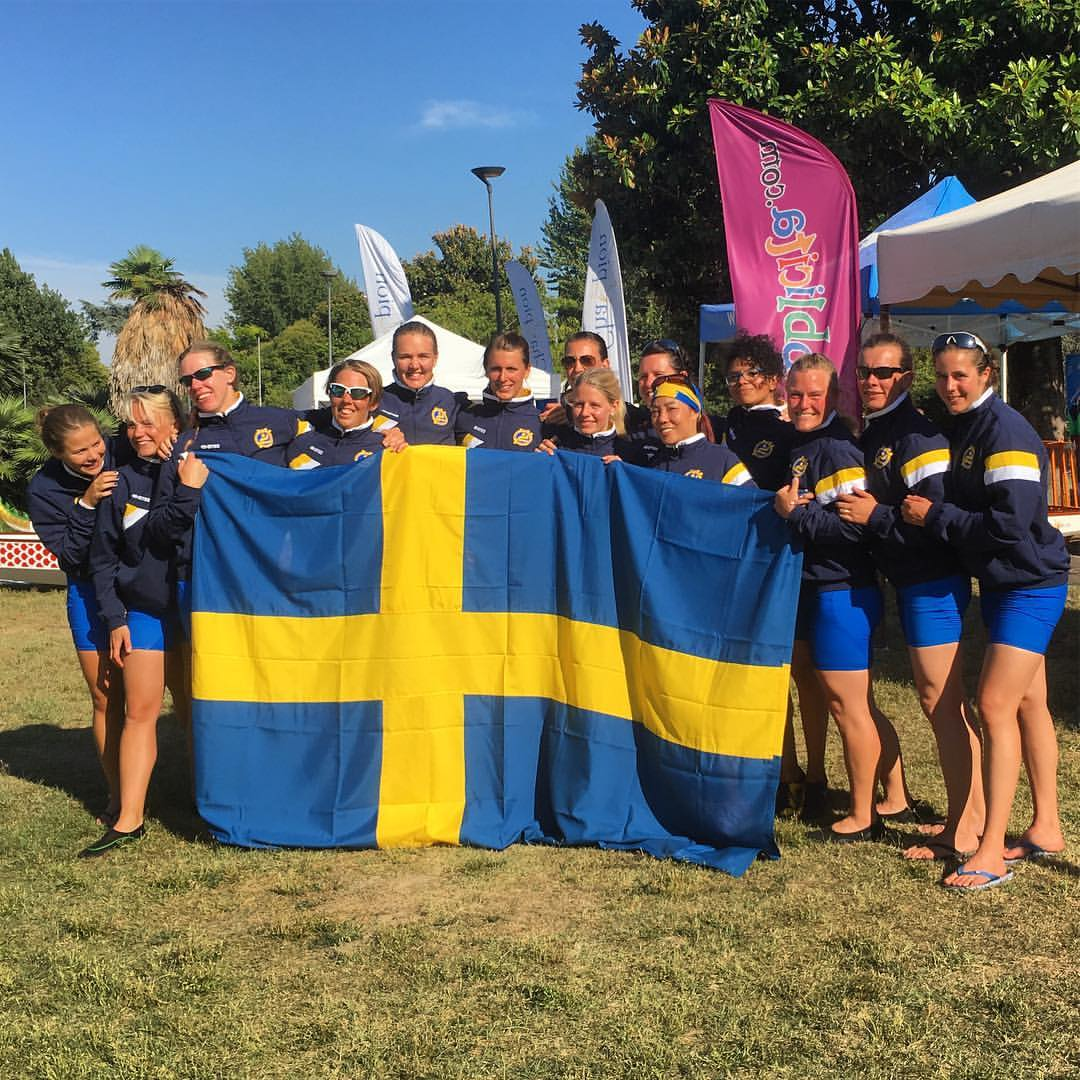
Sveriges seniordamer tog guld den sista tävlingsdagen på 10-manna 500 meter vid EM 2016 i Rom.

## U24-landslaget

### IDBF-VM
I tabellen visas de medaljer som Sverige tagit i VM som arrangeras av International Dragon Boat Federation (IDBF).
| År     | Värdort           | Guld                | Silver              | Brons               | Totalt              |
| ------ | ----------------- | ------------------- | ------------------- | ------------------- | ------------------- |
| 2009   | Račice            | Sverige deltog inte | Sverige deltog inte | Sverige deltog inte | Sverige deltog inte |
| 2011   | Tampa Bay         | Sverige deltog inte | Sverige deltog inte | Sverige deltog inte | Sverige deltog inte |
| 2013   | Szeged            | 1                   | 1                   | 1                   | 3                   |
| 2015   | Welland           | 0                   | 0                   | 2                   | 2                   |
| 2017   | Divonne-les-Bains | Sverige deltog inte | Sverige deltog inte | Sverige deltog inte | Sverige deltog inte |
| 2019   | Pattaya           | Sverige deltog inte | Sverige deltog inte | Sverige deltog inte | Sverige deltog inte |
| 2023   | Pattaya           | ?                   | ?                   | ?                   | ?                   |
| Totalt | Totalt            | 1                   | 1                   | 3                   | 5                   |

#### Szeged 2013
På initiativ av Christoffer Carlsson ställde Sverige för första gången upp med ett landslag i relativt nya U24-klassen vid VM 2013 i Szeged. Den svenska truppen bestod av 25 personer varav en styrman och en trummis. Totalt var tio olika kanotklubbar representerade i landslaget.
Sverige inledde med en fjärdeplats på 2 000 meter i 20-manna mixed den första tävlingsdagen. Kanada segrade, hemmanationen Ungern kom på silverplats och USA knep bronsmedaljen, endast två sekunder före Sverige.
Den andra dagen avgjordes 1 000 meter i 20-manna mixed genom två lopp där tiderna lades ihop. Efter första loppet låg Sverige på bronsplats, men lyckades avancera till en silvermedalj i det andra loppet genom att ha tillräckligt stor marginal bakåt till USA. Kanada vann före Sverige, och Slovakien gick förbi USA och knep bronset. Liknande scenario utspelade sig den tredje tävlingsdagen, då Sverige i sista loppet körde tillräckligt bra för att ta bronset i 20-manna mixed 500 meter efter Kanada och Ungern.
Den fjärde tävlingsdagen räckte det inte hela vägen för Sverige i 20-manna mixed 200 meter, som blev utan medalj då Hongkong körde starkt och tog bronset efter Kanada och Ungern. Revanschen kom på eftermiddagen senare samma dag, då de svenska U24-killarna genom tre stabila lopp som paddlades helt enligt lopplanen, blev segrande och tog VM-guld i 10-manna herr 200 meter före USA och Trinidad och Tobago.
U24-VM i Szeged blev på flera sätt historiskt för svensk del. Guldet var Sveriges första VM-guld någonsin. Silvret var den första svenska medaljen någonsin på 1 000 meter, och den första mixed-medaljen sedan EM 2006 i Prag. Totalt blev det en medalj i varje valör för det svenska U24-landslaget. Medaljerna var de första på ett IDBF-VM sedan seniorlandslagets bronsmedalj i mixed-klassen vid VM 1997 i Hongkong.

#### Welland 2015
Det svenska U24-landslaget tävlade vid VM 2015 i Welland. Kapten var Christoffer Carlsson. Emil Zeidlitz var fanbärare för den svenska truppen på invigningen.
Redan den första tävlingsdagen tog landslaget ett brons på 2 000 meter i 20-manna mixed, endast fyra tiondelar efter Australien men med god marginal till USA på fjärdeplatsen. Medaljen var Sveriges första medalj på 2 000 meter vid ett IDBF-VM.
På 1 000 meter i 20-manna mixed blev det en snöplig fjärdeplats med endast tre tiondelar upp till Australien, och liknande scenario blev det på 500 meter.
Den fjärde tävlingsdagen slutade Australien och Sverige på exakt samma tid i 20-manna mixed 2 000 meter. När de officiella resultaten först kom, deklarerades Australien som bronsmedaljör med två tusendelar av en sekund före Sverige. Arrangören korrigerade dock senare resultatet till delad bronsmedalj för de båda länderna. Detta var den första medaljen någonsin som delats mellan två länder i ett IDBF-VM.
Sverige deltog även med ett 10-manna herrlag som kom fyra på 2 000, 500 och 200 meter. Mest uppseendeväckande var på 500 meter, där Sverige slog ut både Hongkong och Japan i semifinalen och säkrade stark europeisk närvaro i A-finalen genom att avancera ihop med Tyskland, som senare tog bronset.

### EDBF-EM
I tabellen visas de medaljer som Sverige tagit i EM som arrangeras av European Dragon Boat Federation (EDBF).
| År     | Värdort     | Guld                | Silver              | Brons               | Totalt              |
| ------ | ----------- | ------------------- | ------------------- | ------------------- | ------------------- |
| 2010   | Amsterdam   | Sverige deltog inte | Sverige deltog inte | Sverige deltog inte | Sverige deltog inte |
| 2016   | Rom         | 2                   | 1                   | 0                   | 3                   |
| 2018   | Brandenburg | 0                   | 0                   | 2                   | 2                   |
| 2022   | Banyoles    | ?                   | ?                   | ?                   | ?                   |
| Totalt | Totalt      | 2                   | 1                   | 2                   | 5                   |

#### Rom 2016
Sverige deltog med ett lag i U24-klassen 10-manna herr vid EM 2016 i Rom.
Den första tävlingsdagen tog Sverige guld på 1 500 meter, med god marginal före Spanien och Storbritannien som tog silver respektive brons. Distansen skulle egentligen vara 2 000 meter men på grund av de trånga banorna så ändrades distansen till 1 500 meter med enbart en sväng, i vilken den svenska båten var nära att kapsejsa. Laget tog ett nytt EM-guld två dagar senare på 200 meter. På 500 meter, som kördes under den sista tävlingsdagen, fick laget silver bakom Spanien. Detta var Sveriges första deltagande i europamästerskap med ett U24-landslag och följaktligen Sveriges första EM-medaljer i U24-klassen.

### Fotogalleri

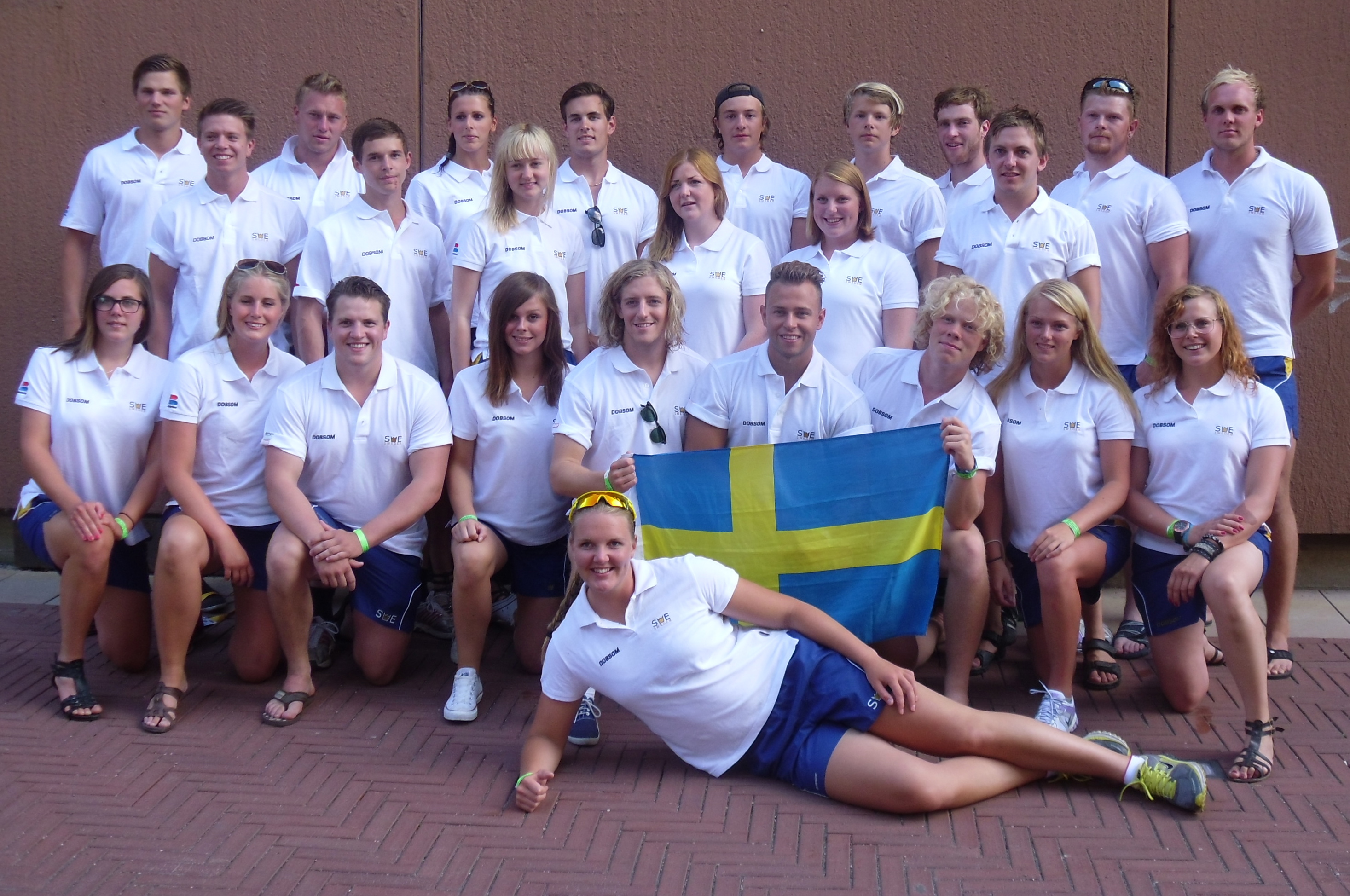
Det svenska U24-landslaget på invigningen av VM 2013 i Szeged.
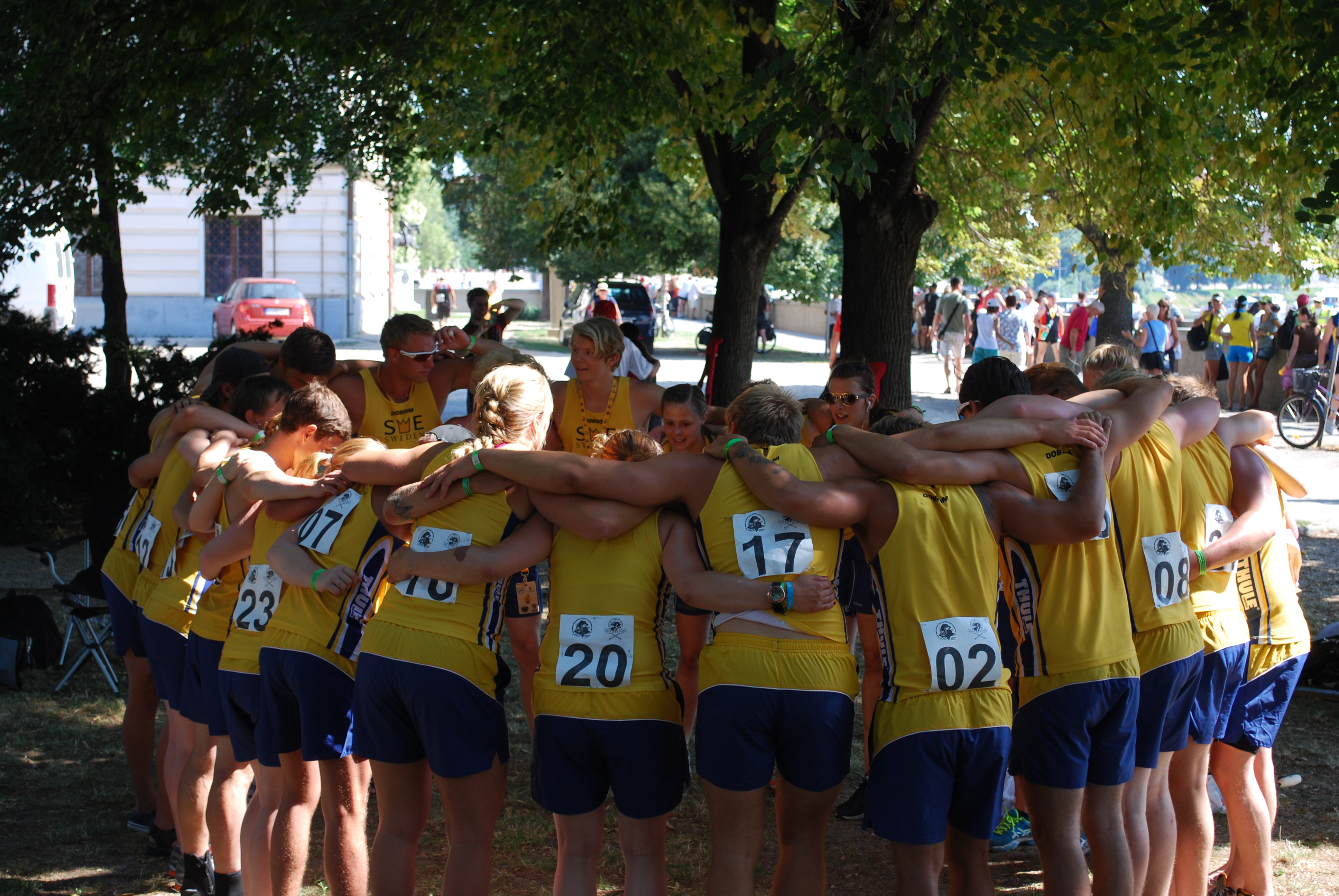
Förberedelser inför 20-manna mixed 2 000 meter vid VM 2013 i Szeged – det första loppet Sverige någonsin körde i U24-klassen.
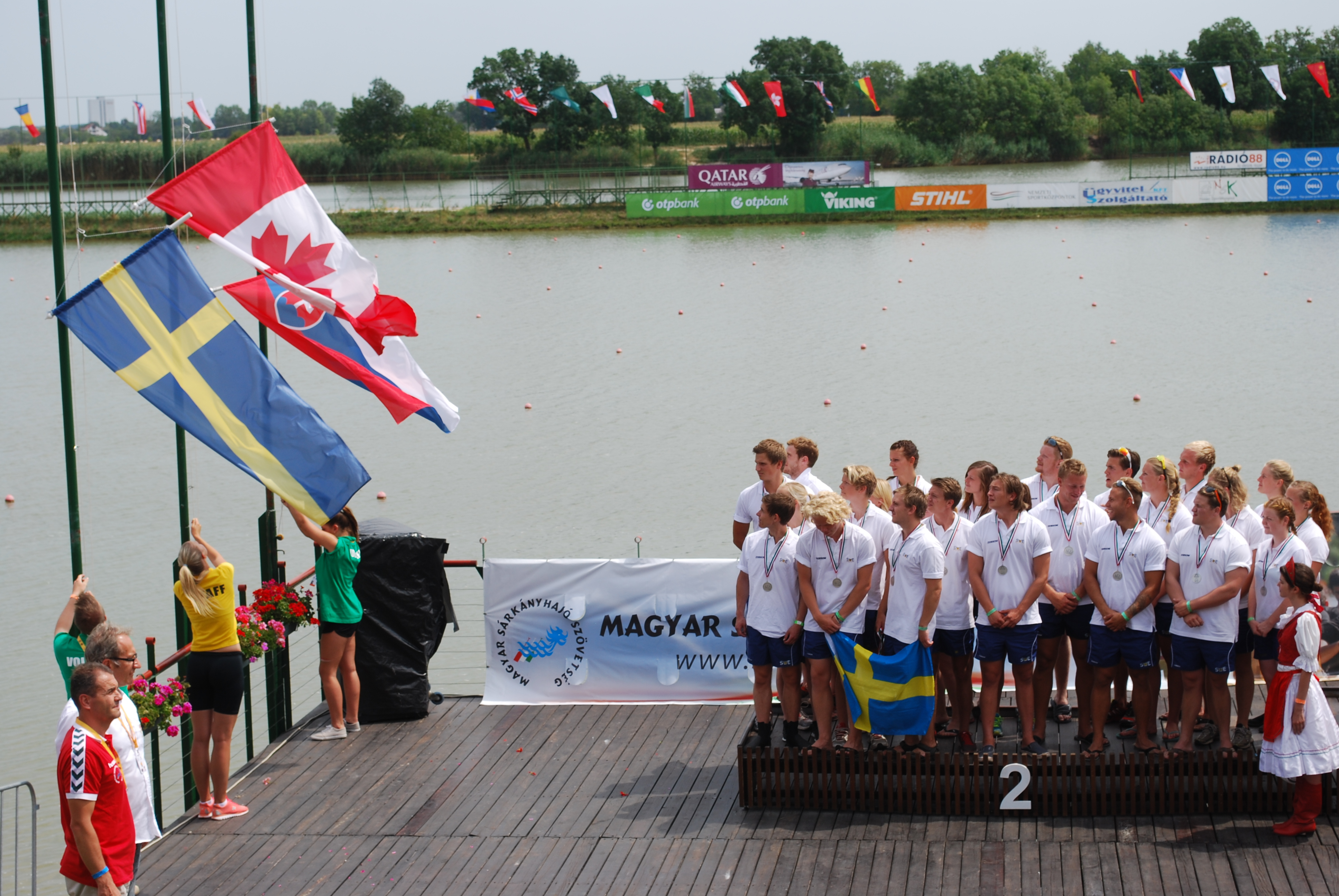
Silver till Sverige i 20-manna mixed 1 000 meter i U24-klassen vid VM 2013 i Szeged.
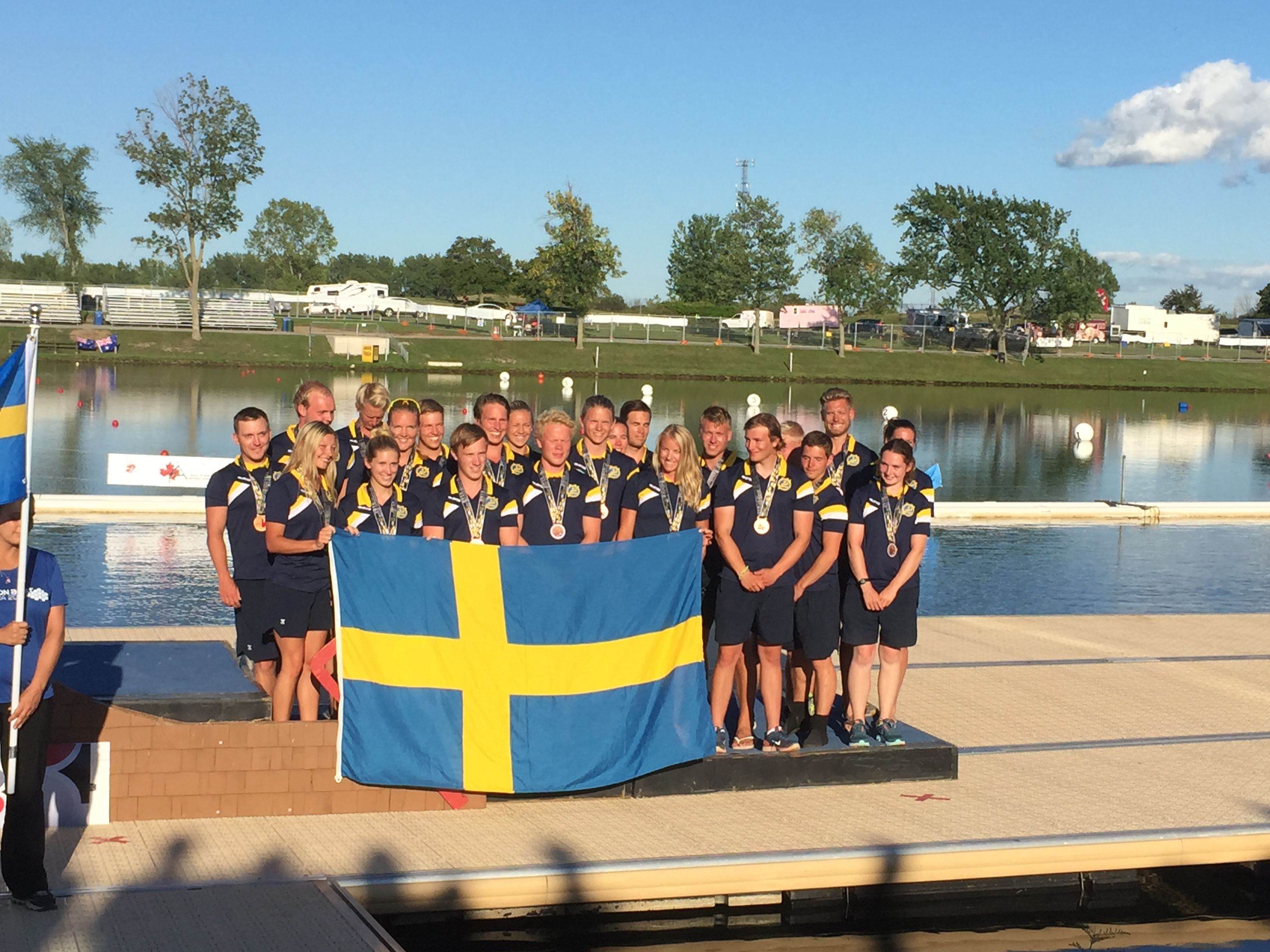
Prisutdelning i 20-manna mixed 2 000 meter i U24-klassen vid VM 2015 i Welland.
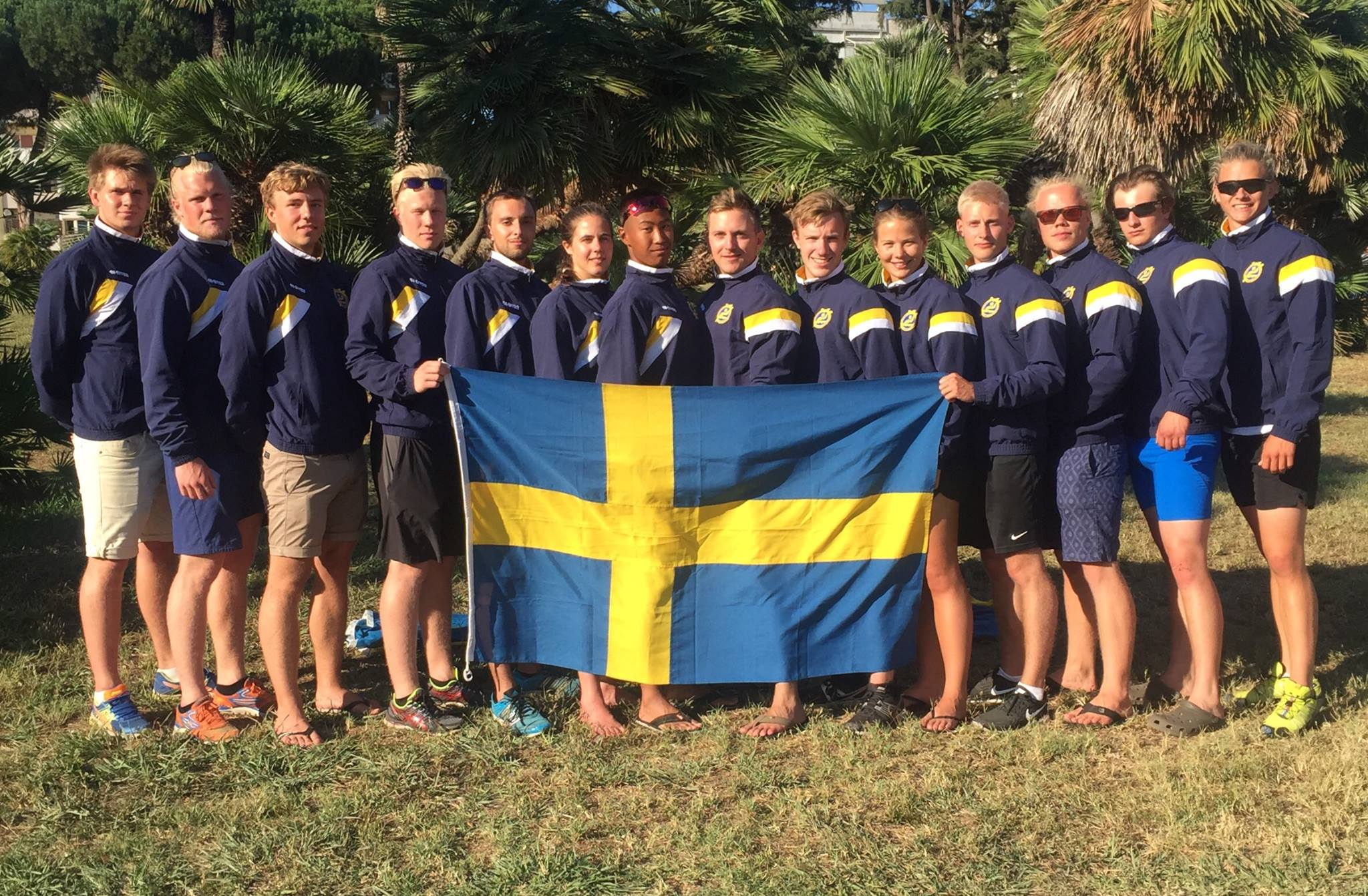
Det svenska U24-landslaget efter herrarnas 1 500 meter vid EM 2016 i Rom. Sverige tog guld den första tävlingsdagen.

## Masterlandslaget

### ICF-VM
I tabellen visas de medaljer som Sverige tagit i VM som arrangeras av International Canoe Federation (ICF).
| År     | Värdort     | Guld                | Silver              | Brons               | Totalt              |
| ------ | ----------- | ------------------- | ------------------- | ------------------- | ------------------- |
| 2012   | Milano      | Sverige deltog inte | Sverige deltog inte | Sverige deltog inte | Sverige deltog inte |
| 2014   | Poznań      | 0                   | 0                   | 2                   | 2                   |
| 2016   | Moskva      | 0                   | 0                   | 0                   | 0                   |
| 2018   | Gainesville | Sverige deltog inte | Sverige deltog inte | Sverige deltog inte | Sverige deltog inte |
| 2022   | Račice      | ?                   | ?                   | ?                   | ?                   |
| Totalt | Totalt      | 0                   | 0                   | 2                   | 2                   |

#### Poznań 2014
På initiativ av Thomas Lundblad ställde Sverige för första gången någonsin upp med ett landslag i master 40+. Truppen tävlade i 20-manna och 10-manna mixed, 10-manna herr och 10-manna dam på 200 meter och 2 000 meter.
På inledande 200 meter uteblev medaljerna, men utdelningen kom på 2 000 meter. Efter ett spännande och turbulent lopp med flera diskvalifikationer, lyckades Sverige ta hem bronsmedaljen i 20-manna mixed. Några timmar senare tog 10-manna dam ytterligare ett brons på samma distans. Dessa var Sveriges första medaljer någonsin i masterklassen.

#### Moskva 2016
Det svenska masterlandslaget deltog vid VM 2016 i Moskva, och tävlade i 10-manna mixed. Kapten var Thomas Lundblad.
På både 200 meter och 2 000 meter kom Sverige på en fjärdeplats. På 500 meter placerade sig Sverige femma. Marginalerna var små och loppen var jämna.

### IDBF-VM
I tabellen visas de medaljer som Sverige tagit i VM som arrangeras av International Dragon Boat Federation (IDBF).
| År     | Värdort      | Guld                | Silver              | Brons               | Totalt              |
| ------ | ------------ | ------------------- | ------------------- | ------------------- | ------------------- |
| 1999   | Nottingham   | Sverige deltog inte | Sverige deltog inte | Sverige deltog inte | Sverige deltog inte |
| 2001   | Philadelphia | Sverige deltog inte | Sverige deltog inte | Sverige deltog inte | Sverige deltog inte |
| 2003   | Poznań       | Sverige deltog inte | Sverige deltog inte | Sverige deltog inte | Sverige deltog inte |
| 2004   | Shanghai     | Sverige deltog inte | Sverige deltog inte | Sverige deltog inte | Sverige deltog inte |
| 2005   | Berlin       | Sverige deltog inte | Sverige deltog inte | Sverige deltog inte | Sverige deltog inte |
| 2007   | Sydney       | Sverige deltog inte | Sverige deltog inte | Sverige deltog inte | Sverige deltog inte |
| 2009   | Račice       | Sverige deltog inte | Sverige deltog inte | Sverige deltog inte | Sverige deltog inte |
| 2011   | Tampa Bay    | Sverige deltog inte | Sverige deltog inte | Sverige deltog inte | Sverige deltog inte |
| 2013   | Szeged       | Sverige deltog inte | Sverige deltog inte | Sverige deltog inte | Sverige deltog inte |
| 2015   | Welland      | 0                   | 1                   | 2                   | 3                   |
| 2017   | Kunming      | Sverige deltog inte | Sverige deltog inte | Sverige deltog inte | Sverige deltog inte |
| 2019   | Pattaya      | ?                   | ?                   | ?                   | ?                   |
| 2023   | Pattaya      | ?                   | ?                   | ?                   | ?                   |
| Totalt | Totalt       | 0                   | 1                   | 2                   | 3                   |

#### Welland 2015
Det svenska masterlandslaget tävlade vid VM 2015 i Welland. Kapten var Birgitta Lagerholm.
I 10-manna dam blev det medaljer på alla tre distanserna i form av brons på 200 och 2 000 meter samt silver på 500 meter.

### ECA-EM
I tabellen visas de medaljer som Sverige tagit i EM som arrangeras av European Canoe Association (ECA).
| År     | Värdort           | Guld                | Silver              | Brons               | Totalt              |
| ------ | ----------------- | ------------------- | ------------------- | ------------------- | ------------------- |
| 2015   | Auronzo di Cadore | 0                   | 0                   | 1                   | 1                   |
| 2017   | Szeged            | 0                   | 2                   | 0                   | 2                   |
| 2019   | Moskva            | Sverige deltog inte | Sverige deltog inte | Sverige deltog inte | Sverige deltog inte |
| Totalt | Totalt            | 0                   | 2                   | 1                   | 3                   |

#### Auronzo 2015
Sverige deltog endast med ett 10-manna herrlag i masterklassen vid EM 2015 i Auronzo di Cadore. Kapten var Thomas Lundblad.
Marginalerna var inte på rätt sida på 200 respektive 500 meter, och Sverige kom på fjärde plats på båda distanserna. Den avslutande dagen, då 2 000 meter avgjordes, lyckades Sverige knipa bronset bakom Italien och Ungern, två sekunder före Ryssland (som vunnit både 200 meter och 500 meter). Bronset var Sveriges första medalj på herrsidan i masterklassen i ett internationellt mästerskap någonsin.

#### Szeged 2017
Sverige deltog med ett masterlandslag vid EM 2017 i Szeged. Förbundskapten för tävlingen var Birgitta Lagerholm.
Sverige deltog endast i en klass – 10-manna mixed. Det blev två silvermedaljer, på såväl 500 meter som 2 000 meter.

### EDBF-EM
I tabellen visas de medaljer som Sverige tagit i EM som arrangeras av European Dragon Boat Federation (EDBF).
| År     | Värdort          | Guld                | Silver              | Brons               | Totalt              |
| ------ | ---------------- | ------------------- | ------------------- | ------------------- | ------------------- |
| 2002   | Poznań           | Sverige deltog inte | Sverige deltog inte | Sverige deltog inte | Sverige deltog inte |
| 2004   | Stockton-on-Tees | Sverige deltog inte | Sverige deltog inte | Sverige deltog inte | Sverige deltog inte |
| 2006   | Prag             | Sverige deltog inte | Sverige deltog inte | Sverige deltog inte | Sverige deltog inte |
| 2008   | Sabaudia         | Sverige deltog inte | Sverige deltog inte | Sverige deltog inte | Sverige deltog inte |
| 2010   | Amsterdam        | Sverige deltog inte | Sverige deltog inte | Sverige deltog inte | Sverige deltog inte |
| 2012   | Nottingham       | Sverige deltog inte | Sverige deltog inte | Sverige deltog inte | Sverige deltog inte |
| 2014   | Račice           | Sverige deltog inte | Sverige deltog inte | Sverige deltog inte | Sverige deltog inte |
| 2016   | Rom              | 0                   | 0                   | 0                   | 0                   |
| 2018   | Brandenburg      | 3                   | 1                   | 2                   | 6                   |
| 2022   | Banyoles         | ?                   | ?                   | ?                   | ?                   |
| Totalt | Totalt           | 3                   | 1                   | 2                   | 6                   |

### Fotogalleri

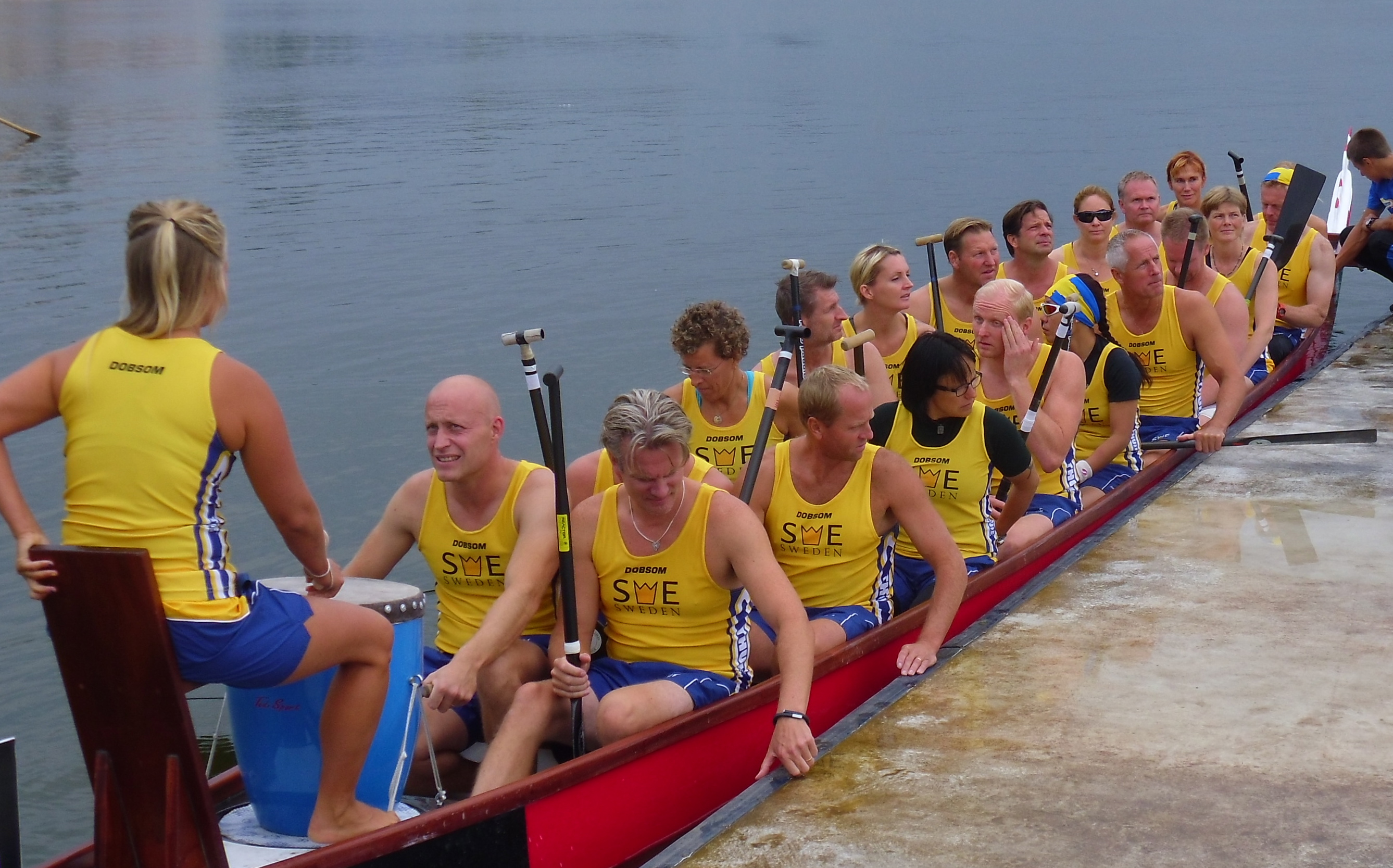
Det svenska masterlandslaget 40+ vid VM 2014 i Poznań inför 2 000-metersloppet.
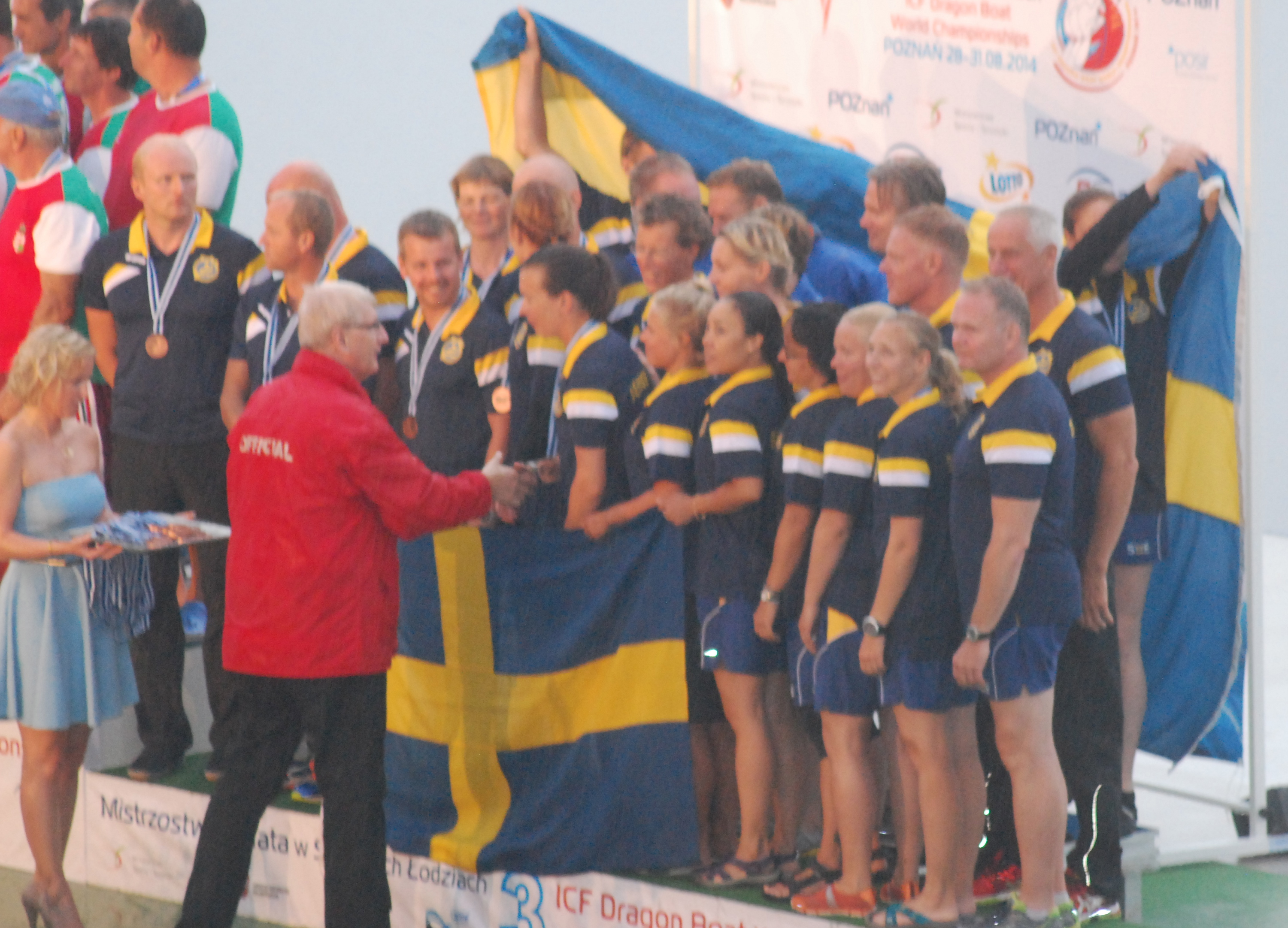
Prisutdelning i 20-manna mixed 2 000 meter i masterklassen 40+ vid VM 2014 i Poznań.
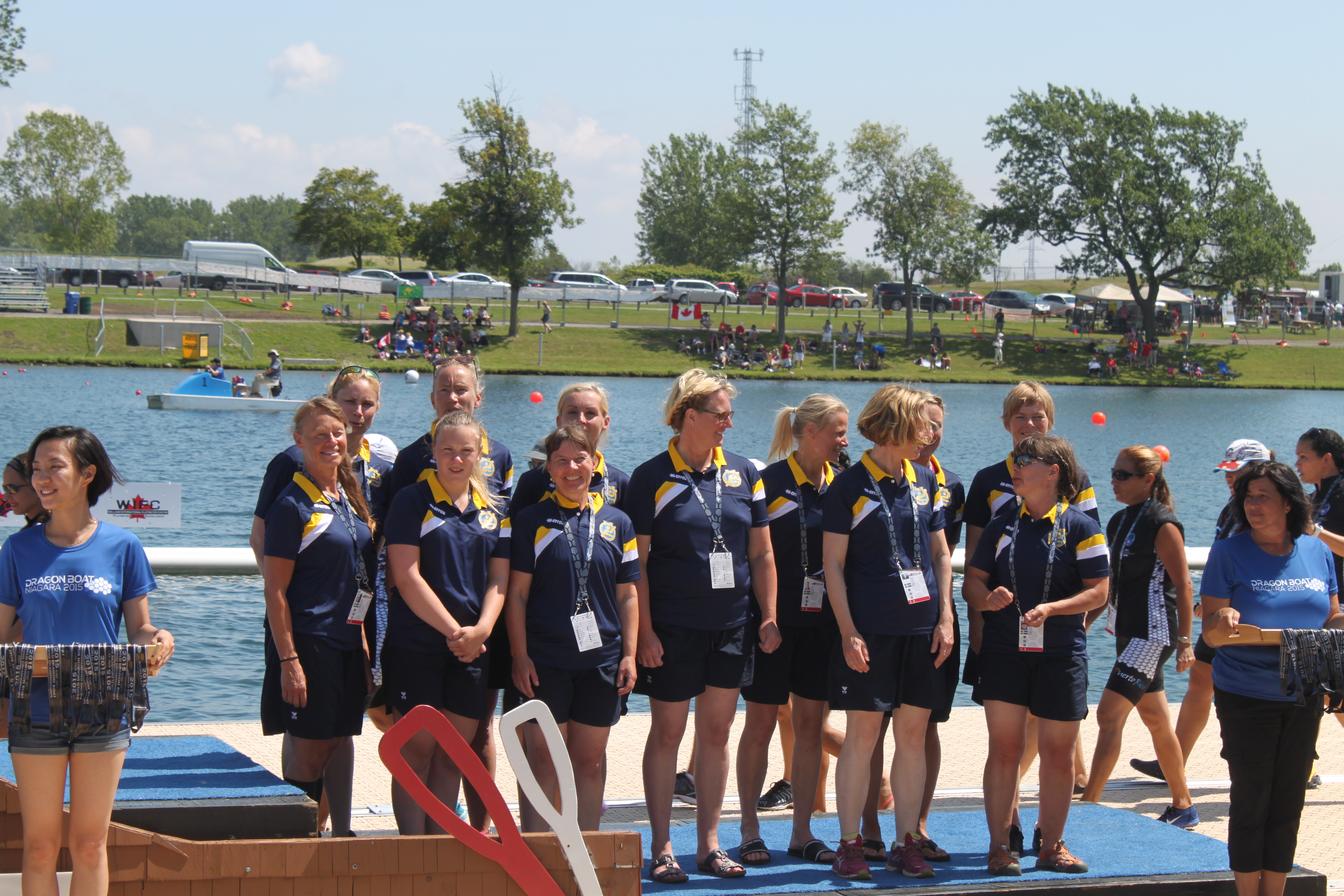
Prisutdelning i 10-manna dam 200 meter i senior A-klassen (40+) vid VM 2015 i Welland.
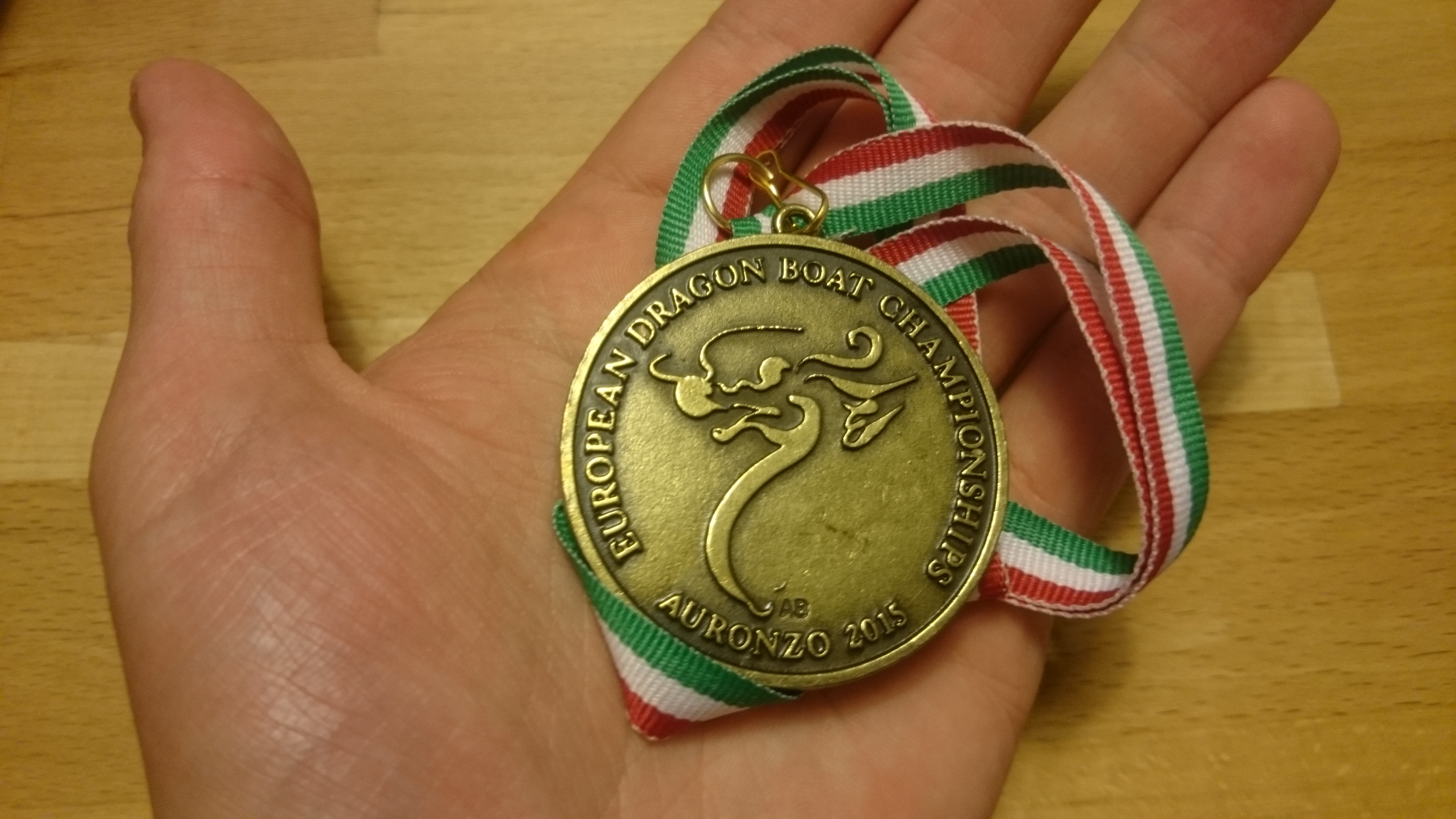
Sverige tog brons på 2 000 meter i 10-manna herr i masterklassen 40+ vid EM 2015 i Auronzo di Cadore.

## Bästa tider

### Herrar
| 10-manna | 10-manna   | 10-manna    | 10-manna  | 20-manna | 20-manna   | 20-manna         | 20-manna |
| Distans  | Mästerskap | Datum       | Tid       | Distans  | Mästerskap | Datum            | Tid      |
| -------- | ---------- | ----------- | --------- | -------- | ---------- | ---------------- | -------- |
| 200 m    | EM 2017    | 6 juli 2017 | 0:48,442  | 200 m    | EM 2017    | 7 juli 2017      | 0:46,770 |
| 500 m    | EM 2017    | 8 juli 2017 | 2:10,987  | 500 m    | EM 2008    | 6 september 2008 | 1:56,970 |
| 1 000 m  | Körs inte  | Körs inte   | Körs inte |          |            |                  |          |

### Damer
| 10-manna | 10-manna   | 10-manna    | 10-manna  | 20-manna | 20-manna   | 20-manna         | 20-manna |
| Distans  | Mästerskap | Datum       | Tid       | Distans  | Mästerskap | Datum            | Tid      |
| -------- | ---------- | ----------- | --------- | -------- | ---------- | ---------------- | -------- |
| 200 m    | EM 2017    | 6 juli 2017 | 0:55,464  | 200 m    | EM 2008    | 7 september 2008 | 0:51,560 |
| 500 m    | EM 2017    | 8 juli 2017 | 2:24,231  | 500 m    | EM 2008    | 6 september 2008 | 2:08,450 |
| 1 000 m  | Körs inte  | Körs inte   | Körs inte | 1 000 m  | EM 2018    | 23 augusti 2018  | 4:37,722 |

### Mixed
| 10-manna | 10-manna   | 10-manna    | 10-manna  | 20-manna | 20-manna    | 20-manna         | 20-manna |
| Distans  | Mästerskap | Datum       | Tid       | Distans  | Mästerskap  | Datum            | Tid      |
| -------- | ---------- | ----------- | --------- | -------- | ----------- | ---------------- | -------- |
| 200 m    | EM 2017    | 6 juli 2017 | 0:50,483  | 200 m    | VM 2015 U24 | 22 augusti 2015  | 0:47,070 |
| 500 m    | EM 2015    | 2 juli 2015 | 2:12,050  | 500 m    | EM 2008     | 6 september 2008 | 1:56,330 |
| 1 000 m  | Körs inte  | Körs inte   | Körs inte | 1 000 m  | VM 2013 U24 | 25 juli 2013     | 4:08,370 |